# Komplett bipartit graf
En komplett bipartit graf är inom grafteori en särskild bipartit graf där varje nod i ena nodmängden är ansluten till alla noder i den andra nodmängden.

## Definition
En komplett bipartit graf {\displaystyle G=(V_{1}\cup V_{2},E)} är en graf sådan att det inte finns några bågar mellan två noder om båda noderna ligger i samma nodmängd, {\displaystyle V_{1}} eller {\displaystyle V_{2}} (grafen är bipartit), men om två noder u och v ligger i varsin nodmängd, {\displaystyle V_{1}} respektive {\displaystyle V_{2}}, så är bågen uv ett element i E.
Om {\displaystyle V_{1}} har storlek m och {\displaystyle V_{2}} har storlek n brukar G betecknas {\displaystyle K_{m,n}}

## Exempel

För alla k kallas för stjärngrafer. I bilden syns.

- {\displaystyle K_{1,1}}
- {\displaystyle K_{2,2}}
- {\displaystyle K_{3,2}}
- {\displaystyle K_{3,3}}

## Egenskaper
- {\displaystyle K_{m,n}} har en maximal oberoende mängd med storlek {\displaystyle \max(n,m)}.
- Grannmatrisen till {\displaystyle K_{m,n}} har egenvärdena {\displaystyle {\sqrt {mn}},-{\sqrt {mn}}} och 0 med multipliciteterna 1, 1 och {\displaystyle n+m-2} respektive.
- {\displaystyle K_{m,n}} har {\displaystyle m^{n-1}n^{m-1}} uppspännande träd.
- {\displaystyle K_{n,n}} och {\displaystyle K_{n,n+1}} är Turángrafer.